# Familien Scheiblers palæ
Familien Scheiblers palæ (polsk Pałac Scheiblerów) ligger ved Piotrkowska-gaden 266/268 i Łódź og er den vestligst beliggende palæresidens i Księży Młyn.
Bygningen blev rejst som et klassicistisk murstenshus i 1844 af fabrikanten Karol Gebhardt efter tegninger af Ludwik Bethier og Stanisław Bieliński. Den blev regnet som den smukkeste bygning ved Piotrkowska-gaden i 1840'erne. I 1852 blev den købt af trykkeren Leonard Fessler, og omkring 1880 solgt til Karol Scheibler. Scheiblers nye residens' beliggenhed havde to fordele: den lukkede hele fabrikantens område fra vestsiden, samtidig med at den stod ved byens hovedgade.
Efter Karol Scheiblers død blev bygningen ombygget i neorenæssance i 1891 efter tegninger af Hilary Majewski, og fik da paladskarakter. Paladset fik eklektiske form efter to ombygninger i 1894 og 1897 efter tegninger af Franciszek Chełmiński. Det blev da forstørret i nordlig og sydlig retning, og fik et hjørnetårn dækket af en hjelm.
Efter flere adapteringer er kun lidt af det oprindelige, rigt udsmykkede indre bevaret. Palæet huser i dag Det tekniske universitets fakultet for organisering og forvaltning.